# A Sacrificial Offering to the Kingdom of Heaven in a Cracked Dog's Ear
A Sacrificial Offering to the Kingdom of Heaven in a Cracked Dog's Ear è il sesto album in studio del gruppo metal tedesco Bethlehem, pubblicato nel 2009. L'album è un'intera ri-registrazione dell'album Sardonischer Untergang im Zeichen irreligiöser Darbietung, più altre tracce pubblicate in altri album, il tutto interamente in lingua inglese e con Niklas Kvarforth degli Shining alla voce.

## Tracce
1. Devilcrazy God Thirteen – 6:26
2. Thou Shalt Kill Yourself – 4:06
3. Yesterday I Already Died Today – 4:55
4. Dead White Marten – 3:45
5. Through Stained Touch Of My Nemesis – 5:21
6. Nexus – 4:58
7. Lingering Fart (A Fart Standing Still) – 5:07
8. As I Still Puked Caulerpa Taxifolia – 4:29
9. Vargtimmen – 3:43
10. Death Is Soft Stool... – 2:10
11. Reflections On Dying – 2:01